# Temporada 1992 de Fórmula 1
La temporada 1992 de Fórmula 1 fue la 43.ª temporada del Campeonato Mundial de Fórmula 1 de la historia. Fue organizada por la Federación Internacional del Automóvil (FIA). Nigel Mansell ganó el campeonato de pilotos con el doble de puntos del segundo, su compañero Riccardo Patrese, mientras que Williams-Renault venció en el de constructores. Estuvo conformada por 16 carreras.

## Escuderías y pilotos
La siguiente tabla muestra los pilotos confirmados oficialmente por sus escuderías para el Mundial 1992 de Fórmula 1.
Nuevamente se mantuvo el sistema de numeración adoptado en la temporada 1974, tomando como parámetros el par numérico "1-2" para el piloto campeón y su escudero, y los resultados del Campeonato de constructores 1973 para designar la numeración de los demás equipos.
Dado que el campeón 1991 Ayrton Senna, pintó el "1" en el morro de su nuevo McLaren MP4/7A, no hubo cambios sustanciales en las numeraciones de los equipos, reteniendo el equipo Marlboro McLaren International el par numérico "1-2".
Con relación a la temporada anterior, varios equipos fueron adquiridos por nuevos propietarios, o bien directamente, decidieron modificar su denominación. Tal es el caso de Leyton House Racing, quienes en esta temporada decidieron reflotar la marca March para denominar a su equipo en esta temporada, o bien, la adquisición del equipo Larrousse por parte del consorcio japonés Central Park, que lo integró a una asociación con el chasista francés Venturi. Por su parte , Enzo Coloni anunció su salida de la categoría, vendiéndole su estructura al controvertido empresario italiano Andrea Sassetti, quien sobre su base creó el equipo Andrea Moda Formula. Este equipo no finalizó el campeonato, debido al constante desmanejo de sus autoridades, más la detención por parte de la policía belga de su propietario acusado por fraude, lo que decretó su expulsión definitiva. 
Finalmente, en esta temporada se produjo la baja del equipo francés Automobiles Gonfaronnaises Sportives, Coloni Racing srl  y Modena Team SpA.
| Escudería                      | Chasis      | Chasis        | Motor                                       | Neu. | N.º | Pilotos              | Rondas    |
| ------------------------------ | ----------- | ------------- | ------------------------------------------- | ---- | --- | -------------------- | --------- |
| Marlboro McLaren Honda         | McLaren     | MP4/6B MP4/7A | Honda RA121E 3.5 V12 Honda RA122E/B 3.5 V12 | G    | 1   | Ayrton Senna         | Todas     |
| Marlboro McLaren Honda         | McLaren     | MP4/6B MP4/7A | Honda RA121E 3.5 V12 Honda RA122E/B 3.5 V12 | G    | 2   | Gerhard Berger       | Todas     |
| Tyrrell Racing Organisation    | Tyrrell     | 020B          | Ilmor 2175A 3.5 V10                         | G    | 3   | Olivier Grouillard   | Todas     |
| Tyrrell Racing Organisation    | Tyrrell     | 020B          | Ilmor 2175A 3.5 V10                         | G    | 4   | Andrea de Cesaris    | Todas     |
| Canon Williams Team            | Williams    | FW14B         | Renault RS3C 3.5 V10 Renault RS4 3.5 V10    | G    | 5   | Nigel Mansell        | Todas     |
| Canon Williams Team            | Williams    | FW14B         | Renault RS3C 3.5 V10 Renault RS4 3.5 V10    | G    | 6   | Riccardo Patrese     | Todas     |
| Motor Racing Developments Ltd. | Brabham     | BT60B         | Judd GV 3.5 V10                             | G    | 7   | Eric van de Poele    | 1-10      |
| Motor Racing Developments Ltd. | Brabham     | BT60B         | Judd GV 3.5 V10                             | G    | 8   | Giovanna Amati       | 1-3       |
| Motor Racing Developments Ltd. | Brabham     | BT60B         | Judd GV 3.5 V10                             | G    | 8   | Damon Hill           | 4-11      |
| Footwork Mugen Honda           | Footwork    | FA13          | Mugen-Honda MF-351H 3.5 V10                 | G    | 9   | Michele Alboreto     | Todas     |
| Footwork Mugen Honda           | Footwork    | FA13          | Mugen-Honda MF-351H 3.5 V10                 | G    | 10  | Aguri Suzuki         | Todas     |
| Team Lotus                     | Lotus       | 102D 107      | Ford HB 3.5 V8                              | G    | 11  | Mika Häkkinen        | Todas     |
| Team Lotus                     | Lotus       | 102D 107      | Ford HB 3.5 V8                              | G    | 12  | Johnny Herbert       | Todas     |
| Fondmetal                      | Fondmetal   | GR01 GR02     | Ford HB 3.5 V8                              | G    | 14  | Andrea Chiesa        | 1-10      |
| Fondmetal                      | Fondmetal   | GR01 GR02     | Ford HB 3.5 V8                              | G    | 14  | Eric van de Poele    | 11-13     |
| Fondmetal                      | Fondmetal   | GR01 GR02     | Ford HB 3.5 V8                              | G    | 15  | Gabriele Tarquini    | 1-13      |
| March F1                       | March       | CG911B        | Ilmor 2175A 3.5 V10                         | G    | 16  | Karl Wendlinger      | 1-14      |
| March F1                       | March       | CG911B        | Ilmor 2175A 3.5 V10                         | G    | 16  | Jan Lammers          | 15-16     |
| March F1                       | March       | CG911B        | Ilmor 2175A 3.5 V10                         | G    | 17  | Paul Belmondo        | 1-11      |
| March F1                       | March       | CG911B        | Ilmor 2175A 3.5 V10                         | G    | 17  | Emanuele Naspetti    | 12-16     |
| Camel Benetton Ford            | Benetton    | B191B B192    | Ford HB Series 3.5 V8                       | G    | 19  | Michael Schumacher   | Todas     |
| Camel Benetton Ford            | Benetton    | B191B B192    | Ford HB Series 3.5 V8                       | G    | 20  | Martin Brundle       | Todas     |
| BMS Scuderia Italia            | Dallara     | 192           | Ferrari 037 3.5 V12                         | G    | 21  | J. J. Lehto          | Todas     |
| BMS Scuderia Italia            | Dallara     | 192           | Ferrari 037 3.5 V12                         | G    | 22  | Pierluigi Martini    | Todas     |
| Minardi F1 Team                | Minardi     | M191 M192     | Lamborghini 3512 3.5 V12                    | G    | 23  | Christian Fittipaldi | 1-8       |
| Minardi F1 Team                | Minardi     | M191 M192     | Lamborghini 3512 3.5 V12                    | G    | 23  | Alessandro Zanardi   | 9-16      |
| Minardi F1 Team                | Minardi     | M191 M192     | Lamborghini 3512 3.5 V12                    | G    | 24  | Gianni Morbidelli    | Todas     |
| Ligier Gitanes Blondes         | Ligier      | JS37          | Renault RS3B 3.5 V10 Renault RS3C 3.5 V10   | G    | 25  | Thierry Boutsen      | Todas     |
| Ligier Gitanes Blondes         | Ligier      | JS37          | Renault RS3B 3.5 V10 Renault RS3C 3.5 V10   | G    | 26  | Érik Comas           | Todas     |
| Scuderia Ferrari SpA           | Ferrari     | F92A          | Ferrari 038 3.5 V12                         | G    | 27  | Jean Alesi           | Todas     |
| Scuderia Ferrari SpA           | Ferrari     | F92A          | Ferrari 038 3.5 V12                         | G    | 28  | Ivan Capelli         | 1-14      |
| Scuderia Ferrari SpA           | Ferrari     | F92A          | Ferrari 038 3.5 V12                         | G    | 28  | Nicola Larini        | 15-16     |
| Central Park Venturi Larrousse | Venturi     | LC92          | Lamborghini 3512 3.5 V12                    | G    | 29  | Bertrand Gachot      | Todas     |
| Central Park Venturi Larrousse | Venturi     | LC92          | Lamborghini 3512 3.5 V12                    | G    | 30  | Ukyō Katayama        | Todas     |
| Sasol Jordan Yamaha            | Jordan      | 192           | Yamaha OX99 3.5 V12                         | G    | 32  | Stefano Modena       | Todas     |
| Sasol Jordan Yamaha            | Jordan      | 192           | Yamaha OX99 3.5 V12                         | G    | 33  | Maurício Gugelmin    | Todas     |
| Andrea Moda Formula            | Andrea Moda | S921          | Judd GV 3.5 V10                             | G    | 34  | Alex Caffi           | 1-2       |
| Andrea Moda Formula            | Andrea Moda | S921          | Judd GV 3.5 V10                             | G    | 34  | Roberto Moreno       | 3-7, 9-12 |
| Andrea Moda Formula            | Andrea Moda | S921          | Judd GV 3.5 V10                             | G    | 35  | Enrico Bertaggia     | 1-2       |
| Andrea Moda Formula            | Andrea Moda | S921          | Judd GV 3.5 V10                             | G    | 35  | Perry McCarthy       | 4-6, 9-12 |

## Resultados
| Carrera                     | Fecha            | Circuito                  | Piloto ganador     | Constructor      | Resultados |
| --------------------------- | ---------------- | ------------------------- | ------------------ | ---------------- | ---------- |
| Gran Premio de Sudáfrica    | 1 de marzo       | Kyalami                   | Nigel Mansell      | Williams-Renault | Resultados |
| Gran Premio de México       | 22 de marzo      | Hermanos Rodríguez        | Nigel Mansell      | Williams-Renault | Resultados |
| Gran Premio de Brasil       | 5 de abril       | Interlagos                | Nigel Mansell      | Williams-Renault | Resultados |
| Gran Premio de España       | 3 de mayo        | Montmeló                  | Nigel Mansell      | Williams-Renault | Resultados |
| Gran Premio de San Marino   | 17 de mayo       | Imola                     | Nigel Mansell      | Williams-Renault | Resultados |
| Gran Premio de Mónaco       | 31 de mayo       | Mónaco                    | Ayrton Senna       | McLaren-Honda    | Resultados |
| Gran Premio de Canadá       | 14 de junio      | Circuit Gilles Villeneuve | Gerhard Berger     | McLaren-Honda    | Resultados |
| Gran Premio de Francia      | 5 de julio       | Magny-Cours               | Nigel Mansell      | Williams-Renault | Resultados |
| Gran Premio de Gran Bretaña | 12 de julio      | Silverstone               | Nigel Mansell      | Williams-Renault | Resultados |
| Gran Premio de Alemania     | 26 de julio      | Hockenheimring            | Nigel Mansell      | Williams-Renault | Resultados |
| Gran Premio de Hungría      | 16 de agosto     | Hungaroring               | Ayrton Senna       | McLaren-Honda    | Resultados |
| Gran Premio de Bélgica      | 30 de agosto     | Spa-Francorchamps         | Michael Schumacher | Benetton-Ford    | Resultados |
| Gran Premio de Italia       | 13 de septiembre | Monza                     | Ayrton Senna       | McLaren-Honda    | Resultados |
| Gran Premio de Portugal     | 27 de septiembre | Estoril                   | Nigel Mansell      | Williams-Renault | Resultados |
| Gran Premio de Japón        | 25 de octubre    | Suzuka                    | Riccardo Patrese   | Williams-Renault | Resultados |
| Gran Premio de Australia    | 8 de noviembre   | Adelaida                  | Gerhard Berger     | McLaren-Honda    | Resultados |

## Clasificaciones

### Puntuaciones
| Posición | 1.º | 2.º | 3.º | 4.º | 5.º | 6.º |
| Puntos   | 10  | 6   | 4   | 3   | 2   | 1   |

### Campeonato de Pilotos
| Pos. | Piloto               | RSA | MEX | BRA  | ESP  | SMR  | MON  | CAN  | FRA | GBR  | GER  | HUN  | BEL | ITA | POR | JPN | AUS | Puntos |
| ---- | -------------------- | --- | --- | ---- | ---- | ---- | ---- | ---- | --- | ---- | ---- | ---- | --- | --- | --- | --- | --- | ------ |
| 1    | Nigel Mansell        | 1   | 1   | 1    | 1    | 1    | 2    | Ret  | 1   | 1    | 1    | 2    | 2   | Ret | 1   | Ret | Ret | 108    |
| 2    | Riccardo Patrese     | 2   | 2   | 2    | Ret  | 2    | 3    | Ret  | 2   | 2    | 8†   | Ret  | 3   | 5   | Ret | 1   | Ret | 56     |
| 3    | Michael Schumacher   | 4   | 3   | 3    | 2    | Ret  | 4    | 2    | Ret | 4    | 3    | Ret  | 1   | 3   | 7   | Ret | 2   | 53     |
| 4    | Ayrton Senna         | 3   | Ret | Ret  | 9†   | 3    | 1    | Ret  | Ret | Ret  | 2    | 1    | 5   | 1   | 3   | Ret | Ret | 50     |
| 5    | Gerhard Berger       | 5   | 4   | Ret  | 4    | Ret  | Ret  | 1    | Ret | 5    | Ret  | 3    | Ret | 4   | 2   | 2   | 1   | 49     |
| 6    | Martin Brundle       | Ret | Ret | Ret  | Ret  | 4    | 5    | Ret  | 3   | 3    | 4    | 5    | 4   | 2   | 4   | 3   | 3   | 38     |
| 7    | Jean Alesi           | Ret | Ret | 4    | 3    | Ret  | Ret  | 3    | Ret | Ret  | 5    | Ret  | Ret | Ret | Ret | 5   | 4   | 18     |
| 8    | Mika Häkkinen        | 9   | 6   | 10   | Ret  | DNQ  | Ret  | Ret  | 4   | 6    | Ret  | 4    | 6   | Ret | 5   | Ret | 7   | 11     |
| 9    | Andrea de Cesaris    | Ret | 5   | Ret  | Ret  | 14†  | Ret  | 5    | Ret | Ret  | Ret  | 8    | 8   | 6   | 9   | 4   | Ret | 8      |
| 10   | Michele Alboreto     | 10  | 13  | 6    | 5    | 5    | 7    | 7    | 7   | 7    | 9    | 7    | Ret | 7   | 6   | 15  | Ret | 6      |
| 11   | Érik Comas           | 7   | 9   | Ret  | Ret  | 9    | 10   | 6    | 5   | 8    | 6    | Ret  | DNQ | Ret | Ret | Ret | Ret | 4      |
| 12   | Karl Wendlinger      | Ret | Ret | Ret  | 8    | 12   | Ret  | 4    | Ret | Ret  | 16   | Ret  | 11  | 10  | Ret |     |     | 3      |
| 13   | Ivan Capelli         | Ret | Ret | 5    | 10†  | Ret  | Ret  | Ret  | Ret | 9    | Ret  | 6    | Ret | Ret | Ret |     |     | 3      |
| 14   | Thierry Boutsen      | Ret | 10  | Ret  | Ret  | Ret  | 12   | 10   | Ret | 10   | 7    | Ret  | Ret | Ret | 8   | Ret | 5   | 2      |
| 15   | Johnny Herbert       | 6   | 7   | Ret  | Ret  | Ret  | Ret  | Ret  | 6   | Ret  | Ret  | Ret  | 13† | Ret | Ret | Ret | 13  | 2      |
| 16   | Pierluigi Martini    | Ret | Ret | Ret  | 6    | 6    | Ret  | 8    | 10  | 15   | 11   | Ret  | Ret | 8   | Ret | 10  | Ret | 2      |
| 17   | Stefano Modena       | DNQ | Ret | Ret  | DNQ  | Ret  | Ret  | Ret  | Ret | Ret  | DNQ  | Ret  | 15  | DNQ | 13  | 7   | 6   | 1      |
| 18   | Christian Fittipaldi | Ret | Ret | Ret  | 11   | Ret  | 8    | 13   | DNQ |      |      |      | DNQ | DNQ | 12  | 6   | 9   | 1      |
| 19   | Bertrand Gachot      | Ret | 11  | Ret  | Ret  | Ret  | 6    | DSQ  | Ret | Ret  | 14   | Ret  | 18† | Ret | Ret | Ret | Ret | 1      |
| 20   | Aguri Suzuki         | 8   | DNQ | Ret  | 7    | 10   | 11   | DNQ  | Ret | 12   | Ret  | Ret  | 9   | Ret | 10  | 8   | 8   | 0      |
| 21   | J. J. Lehto          | Ret | 8   | 8    | Ret  | 11†  | 9    | 9    | 9   | 13   | 10   | DNQ  | 7   | 11† | Ret | 9   | Ret | 0      |
| 22   | Gianni Morbidelli    | Ret | Ret | 7    | Ret  | Ret  | Ret  | 11   | 8   | 17†  | 12   | DNQ  | 16  | Ret | 14  | 14  | 10  | 0      |
| 23   | Maurício Gugelmin    | 11  | Ret | Ret  | Ret  | 7    | Ret  | Ret  | Ret | Ret  | 15   | 10   | 14  | Ret | Ret | Ret | Ret | 0      |
| 24   | Olivier Grouillard   | Ret | Ret | Ret  | Ret  | 8    | Ret  | 12   | 11  | 11   | Ret  | Ret  | Ret | Ret | Ret | Ret | Ret | 0      |
| 25   | Ukyō Katayama        | 12  | 12  | 9    | DNQ  | Ret  | DNPQ | Ret  | Ret | Ret  | Ret  | Ret  | 17  | 9†  | Ret | 11  | Ret | 0      |
| 26   | Paul Belmondo        | DNQ | DNQ | DNQ  | 12   | 13   | DNQ  | 14   | DNQ | DNQ  | 13   | 9    |     |     |     |     |     | 0      |
| 27   | Eric van de Poele    | 13  | DNQ | DNQ  | DNQ  | DNQ  | DNQ  | DNQ  | DNQ | DNQ  | DNQ  | Ret  | 10  | Ret |     |     |     | 0      |
| 28   | Emanuele Naspetti    |     |     |      |      |      |      |      |     |      |      |      | 12  | Ret | 11  | 13  | Ret | 0      |
| 29   | Nicola Larini        |     |     |      |      |      |      |      |     |      |      |      |     |     |     | 12  | 11  | 0      |
| 30   | Damon Hill           |     |     |      | DNQ  | DNQ  | DNQ  | DNQ  | DNQ | 16   | DNQ  | 11   |     |     |     |     |     | 0      |
| 31   | Jan Lammers          |     |     |      |      |      |      |      |     |      |      |      |     |     |     | Ret | 12  | 0      |
| 32   | Gabriele Tarquini    | Ret | Ret | Ret  | Ret  | Ret  | Ret  | Ret  | Ret | 14   | Ret  | Ret  | Ret | Ret |     |     |     | 0      |
| NC   | Andrea Chiesa        | DNQ | Ret | DNQ  | Ret  | DNQ  | DNQ  | DNQ  | Ret | DNQ  | DNQ  |      |     |     |     |     |     | 0      |
| NC   | Roberto Moreno       |     |     | DNPQ | DNPQ | DNPQ | Ret  | DNPQ |     | DNPQ | DNPQ | DNQ  | DNQ |     |     |     |     | 0      |
| NC   | Alessandro Zanardi   |     |     |      |      |      |      |      |     | DNQ  | Ret  | DNQ  |     |     |     |     |     | 0      |
| NC   | Giovanna Amati       | DNQ | DNQ | DNQ  |      |      |      |      |     |      |      |      |     |     |     |     |     | 0      |
| NC   | Perry McCarthy       |     |     | DNP  | DNPQ | DNPQ | DNPQ | DNP  | DNP | DNPQ | EX   | DNPQ | DNQ | DNP |     |     |     | 0      |
| NC   | Alex Caffi           | EX  | DNP |      |      |      |      |      |     |      |      |      |     |     |     |     |     | 0      |
| NC   | Enrico Bertaggia     | EX  | DNP |      |      |      |      |      |     |      |      |      |     |     |     |     |     | 0      |
| NC   | Julian Bailey        |     |     |      |      |      |      |      |     |      |      | DNP  |     |     |     |     |     | 0      |
| Pos. | Piloto               | RSA | MEX | BRA  | ESP  | SMR  | MON  | CAN  | FRA | GBR  | GER  | HUN  | BEL | ITA | POR | JPN | AUS | Puntos |

| Color      | Resultado                          |
| ---------- | ---------------------------------- |
| Oro        | Ganador                            |
| Plata      | 2.º puesto                         |
| Bronce     | 3.er puesto                        |
| Verde      | Finalizó en los puntos             |
| Azul       | Finalizó sin puntos                |
| Azul       | NC - No clasificado                |
| Violeta    | Ret - No terminó                   |
| Rojo       | DNQ - No se clasificó              |
| Rojo       | DNPQ - No se preclasificó          |
| Negro      | DSQ - Descalificado                |
| Blanco     | DNS - No empezó                    |
| Blanco     | WD - Retirado                      |
| Blanco     | C - Carrera cancelada              |
| Azul claro | TD - Entrenamientos libres (2003-) |
| Sin color  | DNP - Inscrito, pero no participó  |
| Sin color  | INJ - Inscrito, pero lesionado     |
| Sin color  | EX - Excluido                      |

| Estado  | Resultado                                                                             |
| ------- | ------------------------------------------------------------------------------------- |
| Negrita | Pole position                                                                         |
| Cursiva | Vuelta rápida                                                                         |
| 1-8     | Posiciones puntuables de clasificación sprint (2021-)                                 |
| †       | No acabó el Gran Premio, pero fue clasificado ya que completó el porcentaje necesario |
| ‡       | Monoplaza compartido                                                                  |
| ~       | Se otorgó la mitad de puntos ya que no se cumplió con el 75% de la carrera            |
| ≠       | No obtuvo puntos ya que era piloto invitado                                           |
| F2      | Inscrito para carrera de Fórmula 2, no sumaba puntos                                  |

### Estadísticas del Campeonato de Pilotos
| Pos.    | Piloto               | Escudería           | Grandes Premios | Victorias | Podios | Poles | Vueltas rápidas | Vueltas lideradas | Puntos |
| ------- | -------------------- | ------------------- | --------------- | --------- | ------ | ----- | --------------- | ----------------- | ------ |
| 1       | Nigel Mansell        | Williams            | 16              | 9         | 12     | 14    | 8               | 694               | 108    |
| 2       | Riccardo Patrese     | Williams            | 16              | 1         | 9      | 1     | 3               | 173               | 56     |
| 3       | Michael Schumacher   | Benetton            | 16              | 1         | 8      |       | 2               | 11                | 53     |
| 4       | Ayrton Senna         | McLaren             | 16              | 3         | 7      | 1     | 1               | 95                | 50     |
| 5       | Gerhard Berger       | McLaren             | 16              | 2         | 5      |       | 2               | 63                | 49     |
| 6       | Martin Brundle       | Benetton            | 16              |           | 5      |       |                 |                   | 38     |
| 7       | Jean Alesi           | Ferrari             | 16              |           | 2      |       |                 |                   | 18     |
| 8       | Mika Häkkinen        | Lotus               | 16 (15)         |           |        |       |                 |                   | 11     |
| 9       | Andrea de Cesaris    | Tyrrell             | 16              |           |        |       |                 |                   | 8      |
| 10      | Michele Alboreto     | Footwork            | 16              |           |        |       |                 |                   | 6      |
| 11      | Érik Comas           | Ligier              | 16 (15)         |           |        |       |                 |                   | 4      |
| 12      | Karl Wendlinger      | March               | 14              |           |        |       |                 |                   | 3      |
| 13      | Ivan Capelli         | Ferrari             | 14              |           |        |       |                 |                   | 3      |
| 14      | Thierry Boutsen      | Ligier              | 16              |           |        |       |                 |                   | 2      |
| 15      | Johnny Herbert       | Lotus               | 16              |           |        |       |                 |                   | 2      |
| 16      | Pierluigi Martini    | Scuderia Italia     | 16              |           |        |       |                 |                   | 2      |
| 17      | Stefano Modena       | Jordan              | 16 (14)         |           |        |       |                 |                   | 1      |
| 18      | Christian Fittipaldi | Minardi             | 13 (10)         |           |        |       |                 |                   | 1      |
| 19      | Bertrand Gachot      | Venturi             | 16              |           |        |       |                 |                   | 1      |
| 20      | Aguri Suzuki         | Footwork            | 16 (14)         |           |        |       |                 |                   | 0      |
| 21      | J. J. Lehto          | Scuderia Italia     | 16 (15)         |           |        |       |                 |                   | 0      |
| 22      | Gianni Morbidelli    | Minardi             | 16 (15)         |           |        |       |                 |                   | 0      |
| 23      | Maurício Gugelmin    | Jordan              | 16              |           |        |       |                 |                   | 0      |
| 24      | Olivier Grouillard   | Tyrrell             | 16              |           |        |       |                 |                   | 0      |
| 25      | Ukyō Katayama        | Venturi             | 16 (14)         |           |        |       |                 |                   | 0      |
| 26      | Paul Belmondo        | March               | 11 (5)          |           |        |       |                 |                   | 0      |
| 27      | Eric van de Poele    | Brabham y Fondmetal | 13 (4)          |           |        |       |                 |                   | 0      |
| 28      | Emanuele Naspetti    | March               | 5               |           |        |       |                 |                   | 0      |
| 29      | Nicola Larini        | Ferrari             | 2               |           |        |       |                 |                   | 0      |
| 30      | Damon Hill           | Brabham             | 8 (2)           |           |        |       |                 |                   | 0      |
| 31      | Jan Lammers          | March               | 2               |           |        |       |                 |                   | 0      |
| 32      | Gabriele Tarquini    | Fondmetal           | 13              |           |        |       |                 |                   | 0      |
| NC      | Andrea Chiesa        | Fondmetal           | 10 (3)          |           |        |       |                 |                   | 0      |
| NC      | Roberto Moreno       | Andrea Moda         | 9 (8)           |           |        |       |                 |                   | 0      |
| NC      | Alessandro Zanardi   | Minardi             | 3 (1)           |           |        |       |                 |                   | 0      |
| NC      | Giovanna Amati       | Brabham             | 3 (0)           |           |        |       |                 |                   | 0      |
| NC      | Perry McCarthy       | Andrea Moda         | 7 (0)           |           |        |       |                 |                   | 0      |
| NC      | Alex Caffi           | Andrea Moda         | 1 (0)           |           |        |       |                 |                   | 0      |
| NC      | Enrico Bertaggia     | Andrea Moda         | 1 (0)           |           |        |       |                 |                   | 0      |
| NC      | Julian Bailey        | Brabham             | 0               |           |        |       |                 |                   | 0      |
| Fuente: |                      |                     |                 |           |        |       |                 |                   |        |

### Campeonato de Constructores
| Pos. | Constructor          | N.º | RSA | MEX | BRA  | ESP  | SMR  | MON  | CAN  | FRA | GBR  | GER  | HUN  | BEL | ITA | POR | JPN | AUS | Puntos |
| ---- | -------------------- | --- | --- | --- | ---- | ---- | ---- | ---- | ---- | --- | ---- | ---- | ---- | --- | --- | --- | --- | --- | ------ |
| 1    | Williams-Renault     | 5   | 1   | 1   | 1    | 1    | 1    | 2    | Ret  | 1   | 1    | 1    | 2    | 2   | Ret | 1   | Ret | Ret | 164    |
| 1    | Williams-Renault     | 6   | 2   | 2   | 2    | Ret  | 2    | 3    | Ret  | 2   | 2    | 8    | Ret  | 3   | 5   | Ret | 1   | Ret | 164    |
| 2    | McLaren-Honda        | 1   | 3   | Ret | Ret  | 9    | 3    | 1    | Ret  | Ret | Ret  | 2    | 1    | 5   | 1   | 3   | Ret | Ret | 99     |
| 2    | McLaren-Honda        | 2   | 5   | 4   | Ret  | 4    | Ret  | Ret  | 1    | Ret | 5    | Ret  | 3    | Ret | 4   | 2   | 2   | 1   | 99     |
| 3    | Benetton-Ford        | 19  | 4   | 3   | 3    | 2    | Ret  | 4    | 2    | Ret | 4    | 3    | Ret  | 1   | 3   | 7   | Ret | 2   | 91     |
| 3    | Benetton-Ford        | 20  | Ret | Ret | Ret  | Ret  | 4    | 5    | Ret  | 3   | 3    | 4    | 5    | 4   | 2   | 4   | 3   | 3   | 91     |
| 4    | Ferrari              | 27  | Ret | Ret | 4    | 3    | Ret  | Ret  | 3    | Ret | Ret  | 5    | Ret  | Ret | Ret | Ret | 5   | 4   | 21     |
| 4    | Ferrari              | 28  | Ret | Ret | 5    | 10   | Ret  | Ret  | Ret  | Ret | 9    | Ret  | 6    | Ret | Ret | Ret | 12  | 11  | 21     |
| 5    | Lotus-Ford           | 11  | 9   | 6   | 10   | Ret  | DNQ  | Ret  | Ret  | 4   | 6    | Ret  | 4    | 6   | Ret | 5   | Ret | 7   | 13     |
| 5    | Lotus-Ford           | 12  | 6   | 7   | Ret  | Ret  | Ret  | Ret  | Ret  | 6   | Ret  | Ret  | Ret  | 13  | Ret | Ret | Ret | 13  | 13     |
| 6    | Tyrrell-Ilmor        | 3   | Ret | 5   | Ret  | Ret  | 14   | Ret  | 5    | Ret | Ret  | Ret  | 8    | 8   | 6   | 9   | 4   | Ret | 8      |
| 6    | Tyrrell-Ilmor        | 4   | Ret | Ret | Ret  | Ret  | 8    | Ret  | 12   | 11  | 11   | Ret  | Ret  | Ret | Ret | Ret | Ret | Ret | 8      |
| 7    | Footwork-Mugen-Honda | 9   | 10  | 13  | 6    | 5    | 5    | 7    | 7    | 7   | 7    | 9    | 7    | Ret | 7   | 6   | 15  | Ret | 6      |
| 7    | Footwork-Mugen-Honda | 10  | 8   | DNQ | Ret  | 7    | 10   | 11   | DNQ  | Ret | 12   | Ret  | Ret  | 9   | Ret | 10  | 8   | 8   | 6      |
| 8    | Ligier-Renault       | 25  | Ret | 10  | Ret  | Ret  | Ret  | 12   | 10   | Ret | 10   | 7    | Ret  | Ret | Ret | 8   | Ret | 5   | 6      |
| 8    | Ligier-Renault       | 26  | 7   | 9   | Ret  | Ret  | 9    | 10   | 6    | 5   | 8    | 6    | Ret  | DNQ | Ret | Ret | Ret | Ret | 6      |
| 9    | March-Ilmor          | 16  | Ret | Ret | Ret  | 8    | 12   | Ret  | 4    | Ret | Ret  | 16   | Ret  | 11  | 10  | Ret | Ret | 12  | 3      |
| 9    | March-Ilmor          | 17  | DNQ | DNQ | DNQ  | 12   | 13   | DNQ  | 14   | DNQ | DNQ  | 13   | 9    | 12  | Ret | 11  | 13  | Ret | 3      |
| 10   | Dallara-Ferrari      | 21  | Ret | 8   | 8    | Ret  | 11   | 9    | 9    | 9   | 13   | 10   | DNQ  | 7   | 11  | Ret | 9   | Ret | 2      |
| 10   | Dallara-Ferrari      | 22  | Ret | Ret | Ret  | 6    | 6    | Ret  | 8    | 10  | 15   | 11   | Ret  | Ret | 8   | Ret | 10  | Ret | 2      |
| 11   | Jordan-Yamaha        | 32  | DNQ | Ret | Ret  | DNQ  | Ret  | Ret  | Ret  | Ret | Ret  | DNQ  | Ret  | 15  | DNQ | 13  | 7   | 6   | 1      |
| 11   | Jordan-Yamaha        | 33  | 11  | Ret | Ret  | Ret  | 7    | Ret  | Ret  | Ret | Ret  | 15   | 10   | 14  | Ret | Ret | Ret | Ret | 1      |
| 12   | Minardi-Lamborghini  | 23  | Ret | Ret | Ret  | 11   | Ret  | 8    | 13   | DNQ | DNQ  | Ret  | DNQ  | DNQ | DNQ | 12  | 6   | 9   | 1      |
| 12   | Minardi-Lamborghini  | 24  | Ret | Ret | 7    | Ret  | Ret  | Ret  | 11   | 8   | 17   | 12   | DNQ  | 16  | Ret | 14  | 14  | 10  | 1      |
| 13   | Venturi-Lamborghini  | 29  | Ret | 11  | Ret  | Ret  | Ret  | 6    | DSQ  | Ret | Ret  | 14   | Ret  | 18  | Ret | Ret | Ret | Ret | 1      |
| 13   | Venturi-Lamborghini  | 30  | 12  | 12  | 9    | DNQ  | Ret  | DNPQ | Ret  | Ret | Ret  | Ret  | Ret  | 17  | 9   | Ret | 11  | Ret | 1      |
| NC   | Fondmetal-Ford       | 14  | DNQ | Ret | DNQ  | Ret  | DNQ  | DNQ  | DNQ  | Ret | DNQ  | DNQ  | Ret  | 10  | Ret |     |     |     | 0      |
| NC   | Fondmetal-Ford       | 15  | Ret | Ret | Ret  | Ret  | Ret  | Ret  | Ret  | Ret | 14   | Ret  | Ret  | Ret | Ret |     |     |     | 0      |
| NC   | Brabham-Judd         | 7   | 13  | DNQ | DNQ  | DNQ  | DNQ  | DNQ  | DNQ  | DNQ | DNQ  | DNQ  |      |     |     |     |     |     | 0      |
| NC   | Brabham-Judd         | 8   | DNQ | DNQ | DNQ  | DNQ  | DNQ  | DNQ  | DNQ  | DNQ | 16   | DNQ  | 11   |     |     |     |     |     | 0      |
| NC   | Andrea Moda-Judd     | 34  | EX  | DNP | DNPQ | DNPQ | DNPQ | Ret  | DNPQ | DNA | DNPQ | DNPQ | DNQ  | DNQ |     |     |     |     | 0      |
| NC   | Andrea Moda-Judd     | 35  | EX  | DNP | EX   | DNPQ | DNPQ | DNPQ | DNP  | DNA | DNPQ | EX   | DNPQ | DNQ |     |     |     |     | 0      |
| Pos. | Constructor          | N.º | RSA | MEX | BRA  | ESP  | SMR  | MON  | CAN  | FRA | GBR  | GER  | HUN  | BEL | ITA | POR | JPN | AUS | Puntos |

### Estadísticas del Campeonato de Constructores
| Pos. | Constructor | Chasis        | Motor       | Grandes Premios | Victorias | Podios | Poles | Vueltas rápidas | Puntos |
| ---- | ----------- | ------------- | ----------- | --------------- | --------- | ------ | ----- | --------------- | ------ |
| 1    | Williams    | FW14B         | Renault     | 16              | 10        | 21     | 15    | 11              | 164    |
| 2    | McLaren     | MP4/6B MP4/7A | Honda       | 16              | 5         | 12     | 1     | 3               | 99     |
| 3    | Benetton    | B191B B192    | Ford        | 16              | 1         | 13     |       | 2               | 91     |
| 4    | Ferrari     | F92A          | Ferrari     | 16              |           | 2      |       |                 | 21     |
| 5    | Lotus       | 102D 107      | Ford        | 16              |           |        |       |                 | 13     |
| 6    | Tyrrell     | 020B          | Ilmor       | 16              |           |        |       |                 | 8      |
| 7    | Footwork    | FA13          | Mugen-Honda | 16              |           |        |       |                 | 6      |
| 8    | Ligier      | JS37          | Renault     | 16              |           |        |       |                 | 6      |
| 9    | March       | CG911         | Ilmor       | 16              |           |        |       |                 | 3      |
| 10   | Dallara     | 192           | Ferrari     | 16              |           |        |       |                 | 2      |
| 11   | Jordan-     | 192           | Yamaha      | 16              |           |        |       |                 | 1      |
| 12   | Minardi     | M191 M192     | Lamborghini | 16 (15)         |           |        |       |                 | 1      |
| 13   | Venturi     | LC92          | Lamborghini | 16              |           |        |       |                 | 1      |
| NC   | Fondmetal   | GR01 GR02     | Ford        | 16 (13)         |           |        |       |                 | 0      |
| NC   | Brabham     | BT60B         | Judd        | 11 (3)          |           |        |       |                 | 0      |
| NC   | Andrea Moda | S921          | Judd        | 11 (1)          |           |        |       |                 | 0      |